# Ex situ bevarande
Ex situ bevarande är en form for naturvård där man bevarar arter utanför sin vanliga miljö. Ex situ kommer från latin och betyder ungefär "ut från platsen".
Eksempel på ex situ bevarande kan vara botanisk trädgårdar och arboretum där man samlar växter från olika platser och djurparkar med avelsprogram för hotade djurarter. Även Svalbard globale frøhvelv där frön fån olika delar av världen hålls nedfrysta kan räknas till denna formen för bevarande.